# 立田村 (愛知県)

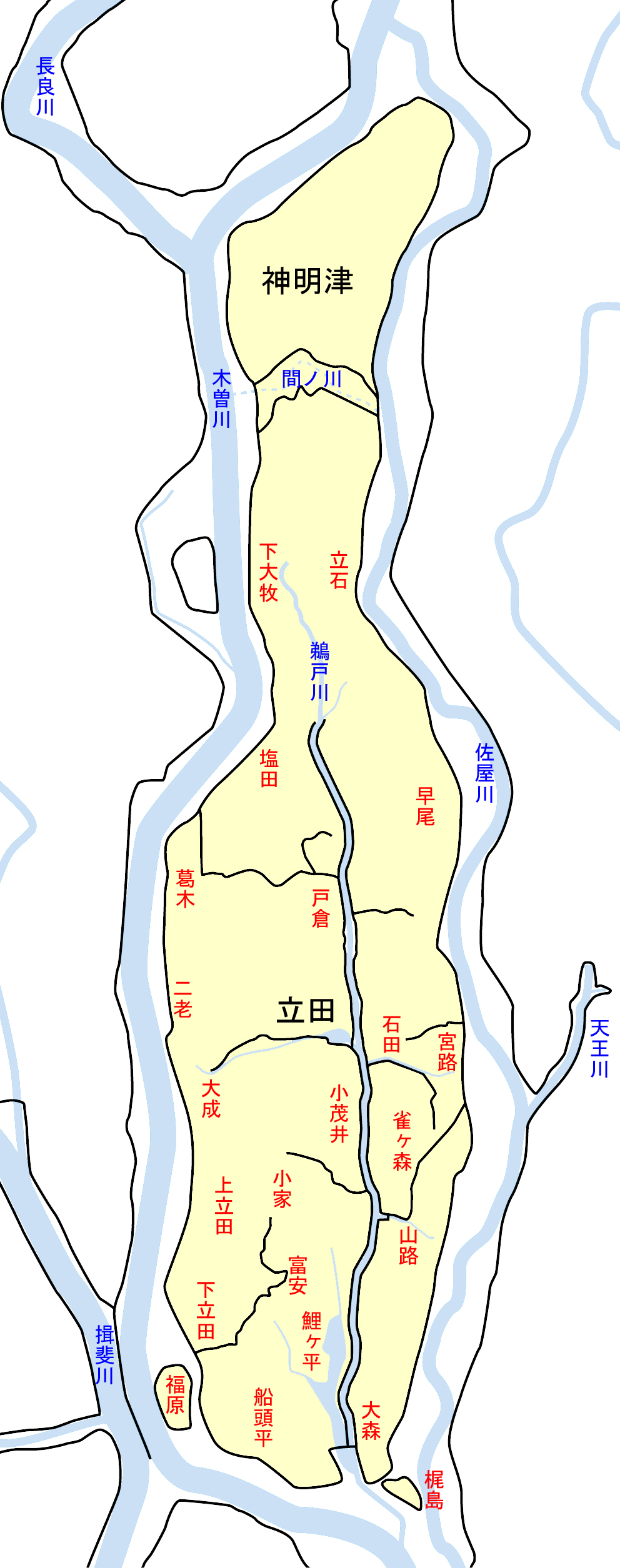
木曽三川分流工事前の立田輪中の主要な村と、周辺の河川の様子

立田村（たつたむら）は、かつて愛知県海部郡にあった村である。村の西側を木曽三川の木曽川と長良川が流れ、三重県・岐阜県と接していた。特産品としてレンコンがあった。

## 歴史
1906年（明治39年）、海西郡の早尾村、五会村、立和村、川治村、六ツ和村の一部が合併して海西郡立田村となった。1913年（大正2年）に海西郡と海東郡が合併したことで海部郡立田村となった。
2005年（平成17年）4月1日、海部郡佐織町・佐屋町・八開村と合併して愛西市となった。合併後の人口は約65,000人になり、新市役所は旧佐屋町役場に設置された。

## 地理
- 河川
  - 木曽川
  - 長良川
  - 鵜戸川

## 行政
- 村長：井桁諭（1996年2月6日 - 2005年3月31日）

## 教育

### 中学校
- 立田村立立田中学校

### 小学校
- 立田村立立田北部小学校
- 立田村立立田南部小学校
  - 立田村立立田南部小学校福原分校

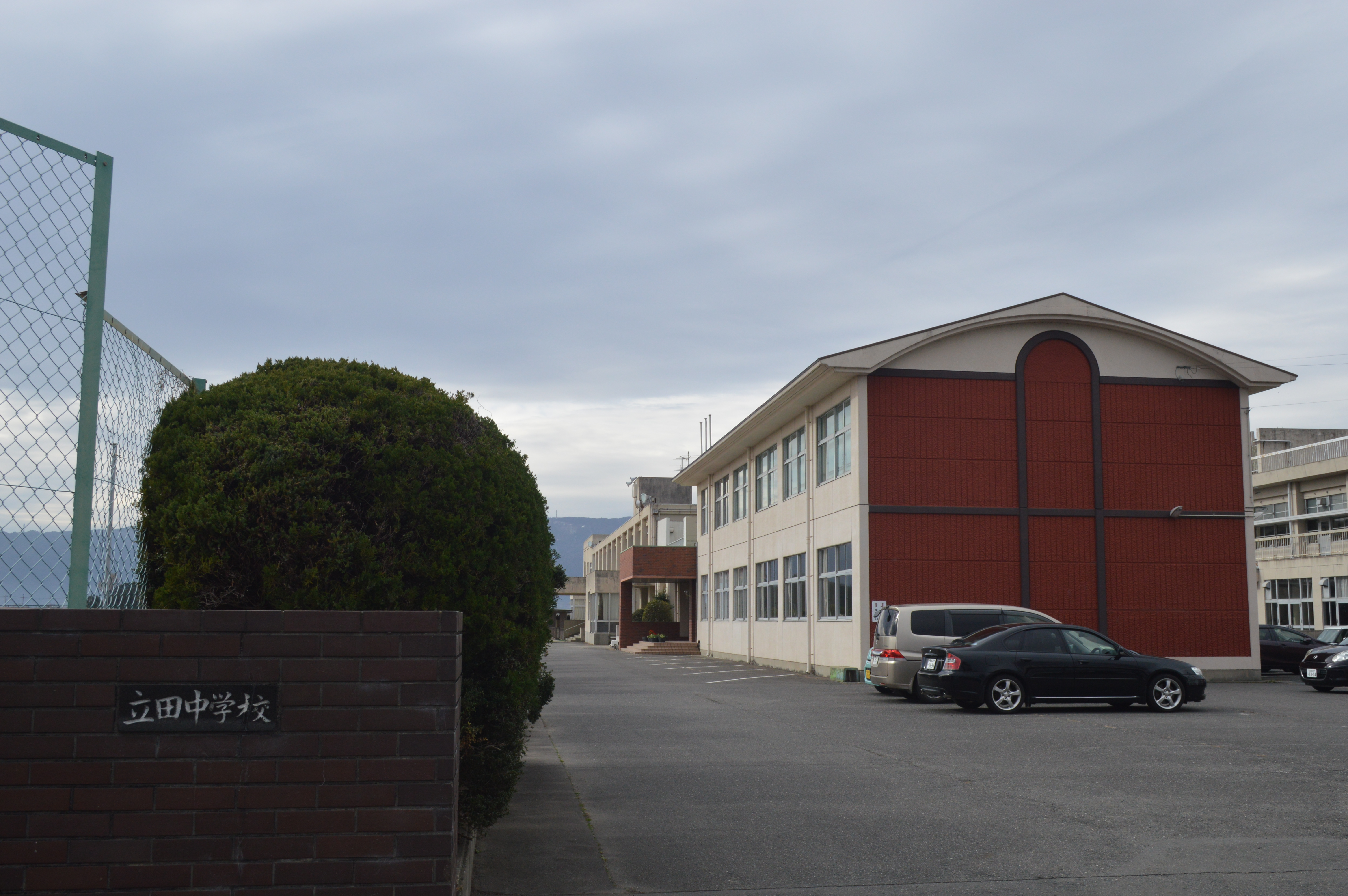
立田中学校
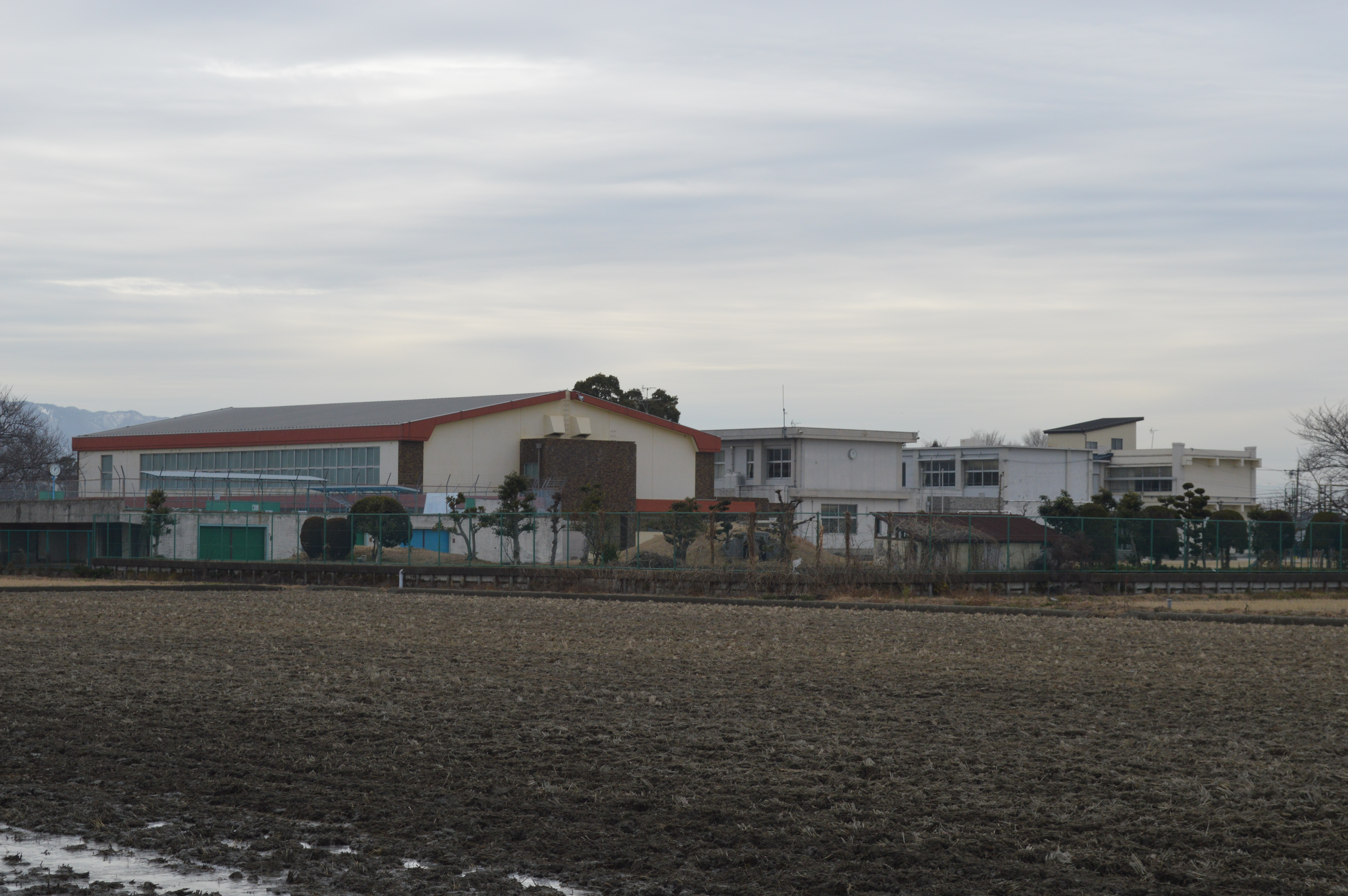
立田北部小学校
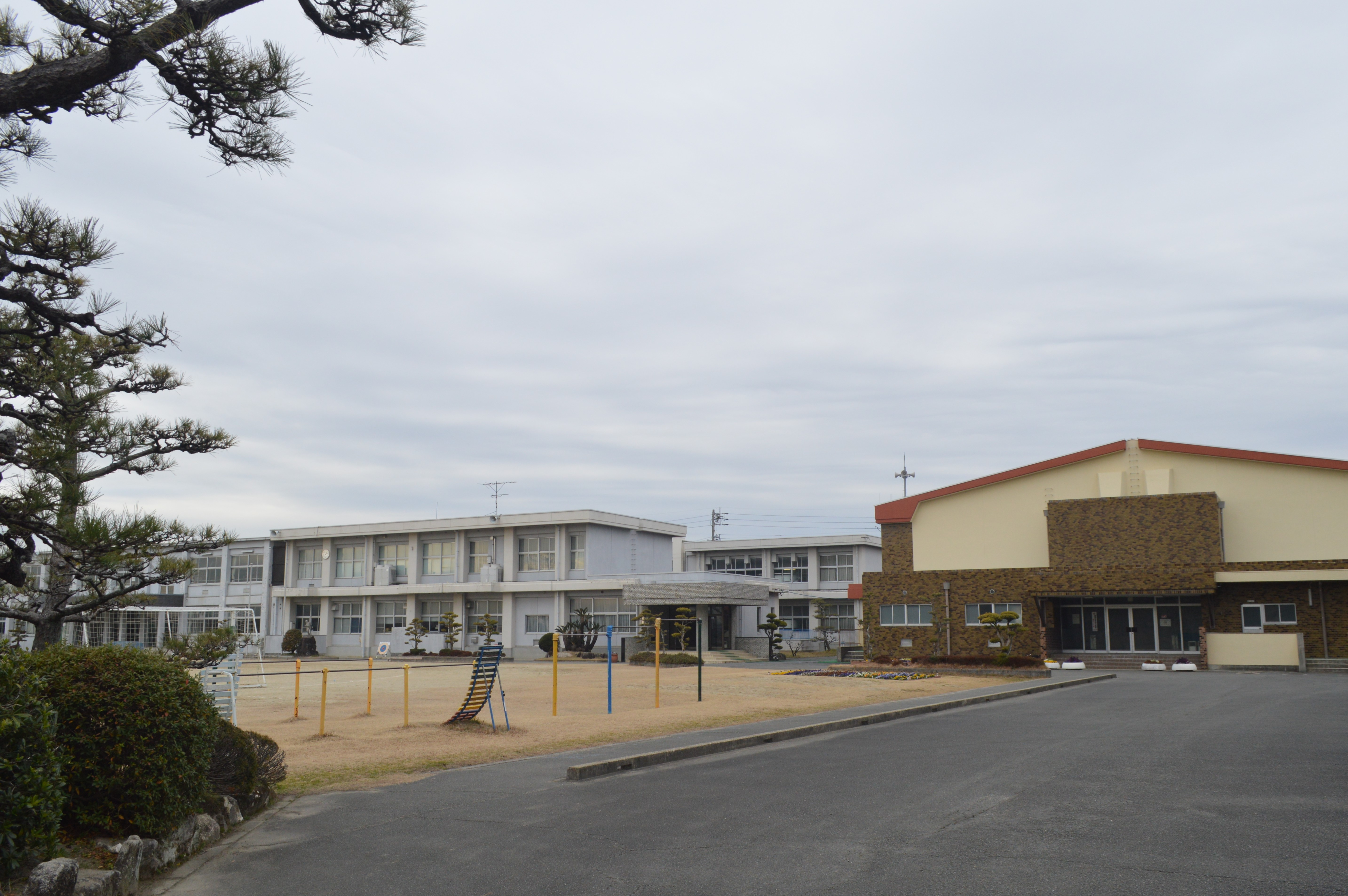
立田南部小学校
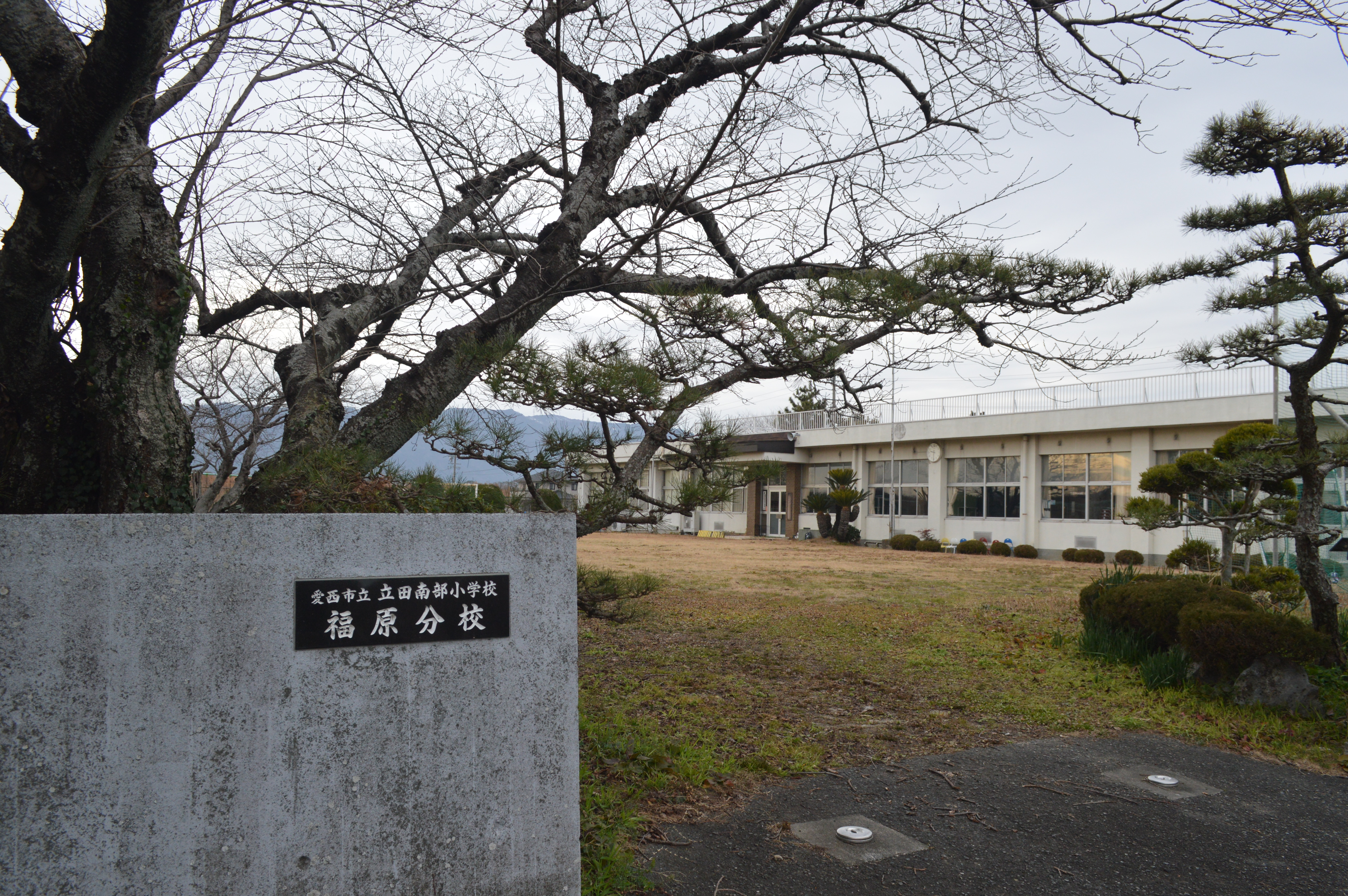
福原分校

## 交通

### 道路
- 一般国道
  - 村内に国道なし
- 主要地方道
  - 愛知県道・岐阜県道8号津島南濃線
- 一般県道
  - 愛知県道119号津島立田海津線
  - 愛知県道120号津島海津線
  - 愛知県道125号佐屋多度線

## 施設
- 道の駅立田ふれあいの里
- 森川花はす田
- 赤蓮保存田

## 文化
- 盆たたき
- 提灯とぼし